# 軽声
軽声（けいせい）とは中国語における連音変化の一つ。単語や文のなかで音節の声調が失われ弱く短い音になることをいう。
中国語の発音をローマ字表記したピンイン（拼音）では、声調記号をつけないことで軽声を表す。

## 音の強さ・長さ・高さ
声調は音の高さによって特徴づけられるが、軽声は音の強さによって特徴づけられる。音の強さは、本来の音節がもつ音の強さに対して軽く弱く発音される。
また音の長さも変化し、本来の音節の長さに対し短く発音される。
そして、音の高さは、その音節本来の声調とまったく無関係に、直前の音節の声調によって決められる。
例えば、「子」の声調は三声で、その声調値は 214、すなわち半低から低に一旦下がり、半高まで上がる調類であるが、軽声になると直前の音節の声調によって以下のように変化する。
| 調類                 | 声調値 | 声調値 | 例   | ピンイン |
| -------------------- | ------ | ------ | ---- | -------- |
| 第一声（陰平）+ 軽声 | 2      | 半低   | 桌子 | zhuōzi   |
| 第二声（陽平）+ 軽声 | 3      | 中     | 橘子 | júzi     |
| 第三声（上声）+ 軽声 | 4      | 半高   | 椅子 | yǐzi     |
| 第四声（去声）+ 軽声 | 1      | 低     | 兔子 | tùzi     |

## 軽声化にともなう音変化
字音が軽声化する際に、一定の音変化をともなう傾向がある。とくに北京を含む一定の地域の話者にこの傾向が強い。
とはいえ、普通話の体系の中でこのような音変化が位置づけられているわけではなく、一般の中国語学習者がこのような発音を心がける必要は全くない。

### 有声音化
声母の無気音は有声化する。
- b - [p] → [b]
- d - [t] → [d]
- g - [k] → [ɡ]
- j - [ʨ] → [ʥ]
- z - [ʦ] → [ʣ]
- zh - [ʈʂ] → [ɖʐ]

### あいまい母音化
韻母の主母音は舌の位置が中央に寄り、あいまい母音化する。
例：
- 爸爸（bàba） - 爸 [pɑ51] → [bə1]
- 绵花（miánhua） - 花 [xuɑ55] → [xuə3]

## 意味の区別
本来の声調と軽声とで意味を区別する語がいくつか存在する。例えば、「東西/东西」は dōngxī と発音すれば「東西」の意味であるが、dōngxi と軽声で発音すれば、「物」の意味である。また「地方」は dìfāng と発音すれば「中央」に対する「地方」の意味であるが、dìfang と軽声で発音すれば、「場所」「ところ」の意味となる。

## 軽声語彙
常に軽声で発音されるいくつかの語彙が存在する。これらは実質的な意味をもたず、文法的な意味のみを表す。
- 助詞
  - 構造助詞 - 的（de）、地（de）、得（de）
  - アスペクト助詞 - 了（le）、著/着（zhe）、過/过（guo）
  - モダリティ助詞 - 嗎/吗（ma）、呢（ne）、啊（a）、嘛（ma）、吧（ba）、了（le）、的（de） など
- 名詞
  - 名詞の後に用いられる方位詞 - 上（shang）、下（xia）、裏/里（li）、邊/边（bian）、面（mian） など
  - 接尾辞 - 子（zi）、頭/头（tou）、們/们（men） など
- 動詞
  - 動詞・形容詞の後ろに用いられ方向補語となる語 - 來/来（lai）、去（qu）、下去（xiaqu）、起來/起来（qilai） など
- 量詞
  - 箇/个（ge）